# 1865 год в литературе

## События
- 18 ноября — в «Нью-Йорк сатердэй пресс» опубликован дебютный рассказ Марка Твена «Знаменитая скачущая лягушка из Калавераса».
- 26-летний Эдвин Эбботт Эбботт возглавил Школу Лондонского Сити.

## Книги
- «Аталанта в Калидоне» — произведение Алджерона Чарльза Суинберна.
- «Бранд» — стихотворная драма Генрика Ибсена.
- «Воевода» («Сон на Волге») — пьеса русского писателя Александра Островского.
- «Леди Макбет Мценского уезда» — повесть русского писателя Николая Лескова, первая публикация в журнале «Эпоха».
- «Между людьми» — автобиографическая повесть Фёдора Решетникова.
- «На бойком месте» — пьеса Александра Островского.
- «Обойдённые» — роман Николая Лескова.
- «Письма Кемал-уд-Довле» — трактат Мирзы Фатали Ахундова (впервые опубликовано в 1924 году в Баку).
- «Пучина» — пьеса Александра Островского.
- «С Земли на Луну прямым путём за 97 часов 20 минут» — роман Жюля Верна.
- «Серебряные коньки» — роман американской писательницы Мэри Мэйпс Додж.
- «Алиса в Стране чудес (сказка)» — сказка английского математика Льюиса Кэрролла.
- «Война и мир» — отрывок из романа Л. Н. Толстого (в журнале «Русский вестник»).

## Родившиеся
- 4 марта — Эдуард Вильде, эстонский писатель и драматург (умер в 1933).
- 27 апреля — Владимир Богораз, писатель, автор историко-этнографических произведений (умер в 1936).
- 14 мая — Макс Герман, немецкий литературовед и театровед (умер в 1942).
- 15 мая — Альберт Вервей, нидерландский поэт, переводчик, эссеист (умер в 1937).
- 13 июня — Уильям Батлер Йейтс, ирландский англоязычный поэт, драматург, лауреат Нобелевской премии по литературе 1923 года (умер в 1939).
- 14 августа — Дмитрий Мережковский, русский писатель, поэт, критик, переводчик (умер в 1941).
- 8 сентября — Адольфо Альбертацци, итальянский писатель (умер в 1924).
- 25 октября — Дмитрий Абельдяев, русский писатель (умер не ранее 1915).
- 13 декабря — Анхель Ганивет, испанский писатель (умер в 1898).
- 30 декабря — Джозеф Редьярд Киплинг, английский писатель, поэт и новеллист (умер в 1936).

## Без точной даты
- Адольф Авраам Коркис, польский писатель.

## Умершие
- 21 июня — Бернгард Элис Мальмстрём, шведский поэт, историк литературы  (род. в 1816 году).
- 22 июня — Анхель Сааведра, испанский писатель (родился в 1791).
- 17 августа — Софья Хвощинская, писательница-романистка, переводчица (родилась в 1828).
- 16 ноября — Филипп Франсуа Дюмануар, французский писатель, драматург, либреттист (родился в 1806).
- 19 декабря — Всеволод Дмитриевич Костомаров, русский поэт-переводчик (родился в 1837).
- 23 декабря — Фермин Торо, венесуэльский писатель-костумбрист, поэт (родился в 1806).
- Дадли Костелло, английский журналист и романист (родился в 1803).